# EX-363
La EX-363 es una carretera de titularidad de la Junta de Extremadura. Su categoría es local. La denominación oficial es EX-363, de Talavera la Real a La Albuera.

## Historia de la carretera
Es la antigua BA-903, cuya nomenclatura cambió a EX-363 al redefinirse la Red de Carreteras de Extremadura en 1997.

## Inicio
Tiene su origen en la localidad de Talavera la Real y más concretamente en la intersección con la antigua N-V.

## Final
El final está en La Albuera en la intersección con la N-432.

## Trazado, localidades y carreteras enlazadas
La longitud real de la carretera es de 19.070 m, de los que la totalidad discurren en la provincia de Badajoz.
Su desarrollo es el siguiente:
| P. K.           | HITO                                  |
| --------------- | ------------------------------------- |
| 0+000           | Inicio. N-V (Talavera la Real)        |
| 0+000 - 0+070   | Travesía de Talavera la Real          |
| 1+620           | Paso bajo la A-5                      |
| 8+590           | Intersección BA-022 (Corte de Peleas) |
| 18+350 - 19+070 | Travesía de La Albuera                |
| 19+070          | Fin. N-432 (La Albuera).              |

## Otros datos de interés
(IMD, estructuras singulares, tramos desdoblados, etc.).
Los datos sobre Intensidades Medias Diarias en el año 2006 son los siguientes:
| P. K.                    | IMD   | Ligeros | Pesados | % Pesados |
| ------------------------ | ----- | ------- | ------- | --------- |
| 5+000 (Talavera la Real) | 2.075 | 1.657   | 418     | 20,1      |
| 16+000 (La Albuera)      | 1.538 | 1.229   | 309     | 20,1      |

## Evolución futura de la carretera
La carretera se encuentra acondicionada dentro de las actuaciones previstas en el Plan Regional de Carreteras de Extremadura.